# گیریونگ
گیریونگ (به لاتین: Gyeryong) یک شهر و تقسیمات کشوری کره جنوبی در کره جنوبی است که در چونگچئونگنام-دو واقع شده‌است. گیریونگ ۶۰٫۷ کیلومتر مربع مساحت و ۴۳٬۲۶۹ نفر جمعیت دارد.